# Galleta de almendra
La galleta de almendra es un tipo de pastel chino. Es uno de los dulces más comunes en Hong Kong y también puede encontrarse en algunas panaderías de barrios chinos extranjeros. La mayoría de las que se venden en el extranjero se importa de Macao. Las galletas son pequeñas y no suelen llevar relleno. Son crujientes, y a veces se desmigajan al morderlas.
En Macao este aperitivo ha sido una de las especialidades más populares, sobre todo cerca de la Catedral de San Pablo, donde se hallan cerca de 20 tiendas que venden diferentes variedades de galletas de almendra. También las ofrecen vendedores ambulantes. Los turistas consideran la propia galleta una atracción.
- Datos: Q82330310
- Multimedia: Chinese almond biscuits 杏仁餅 / Q82330310